# Drus Germànic
Drus Germànic   (Roma, c. 12 dC - Pompeia, c. 27 dC) (en llatí Drusus o Drusus Germanicus) va ser un dels dos fills que va tenir l'emperador Claudi amb la seva primera dona Plàucia Urgulanil·la.
Va morir a Pompeia abans d'arribar a la pubertat, l'any 20, ofegat per una pera que, en un joc, havia llençat a l'aire i pretenia agafar amb la boca. Tàcit diu que això va passar pocs dies després del compromís de casar-se amb la filla de Sejà el cap dels pretorians. Una part del poble va veure la mà de Sejà en la seva mort.